# 5852 Nanette
5852 Nanette è un asteroide della fascia principale del diametro medio di circa 24,53 km. Scoperto nel 1991, presenta un'orbita caratterizzata da un semiasse maggiore pari a 2,7442695 UA e da un'eccentricità di 0,2089957, inclinata di 18,58785° rispetto all'eclittica.